# Mariä Himmelfahrt (Brannenburg)

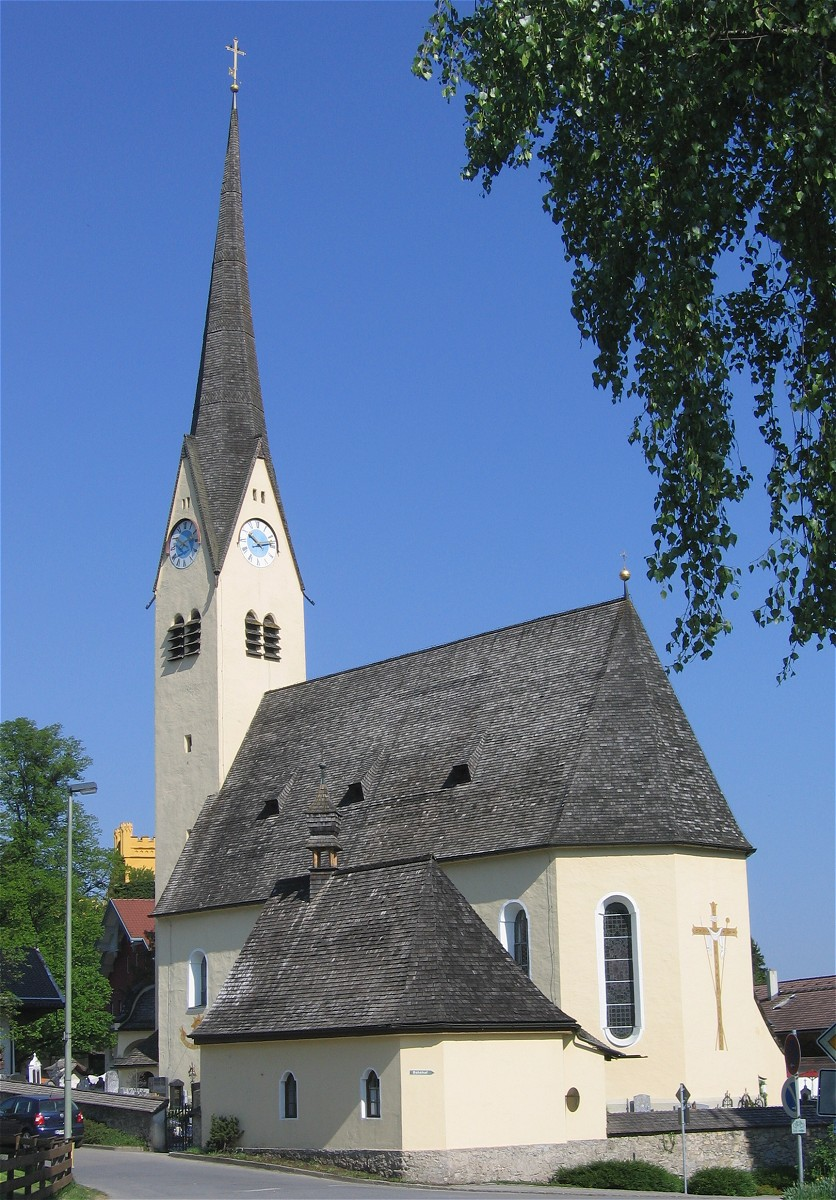
Pfarrkirche Mariä Himmelfahrt in Brannenburg

Die Pfarrkirche Mariä Himmelfahrt in Brannenburg im Landkreis Rosenheim in Bayern ist eine spätgotische Saalkirche. Das denkmalgeschützte Gebäude prägt mit seinem gelben Anstrich und dem hohen spitzen Kirchturm das Ortsbild.

## Geschichte
Im Jahr 1315 ist die Kirche zum ersten Mal urkundlich bezeugt. Von 1455 bis 1956 war sie bei Großholzhausen eingepfarrt.
Das in der Gotik errichtete Gotteshaus wurde innen zwischen 1670 und 1680 sowie in den Jahren 1723/24 barockisiert und ab 1772 im Stil des Rokoko gestaltet.
Im Jahr 1789 malte Sebastian Rechenauer der Ältere die Kirche mit Rokoko-Fresken aus. Im Nazarenerstil wurde sie 1883/84 übermalt. 1920 fand eine erneute Ausmalung statt. In diesem Zuge wurden an der linken Chorwand Fresken des 16. Jahrhunderts freigelegt.

## Architektur

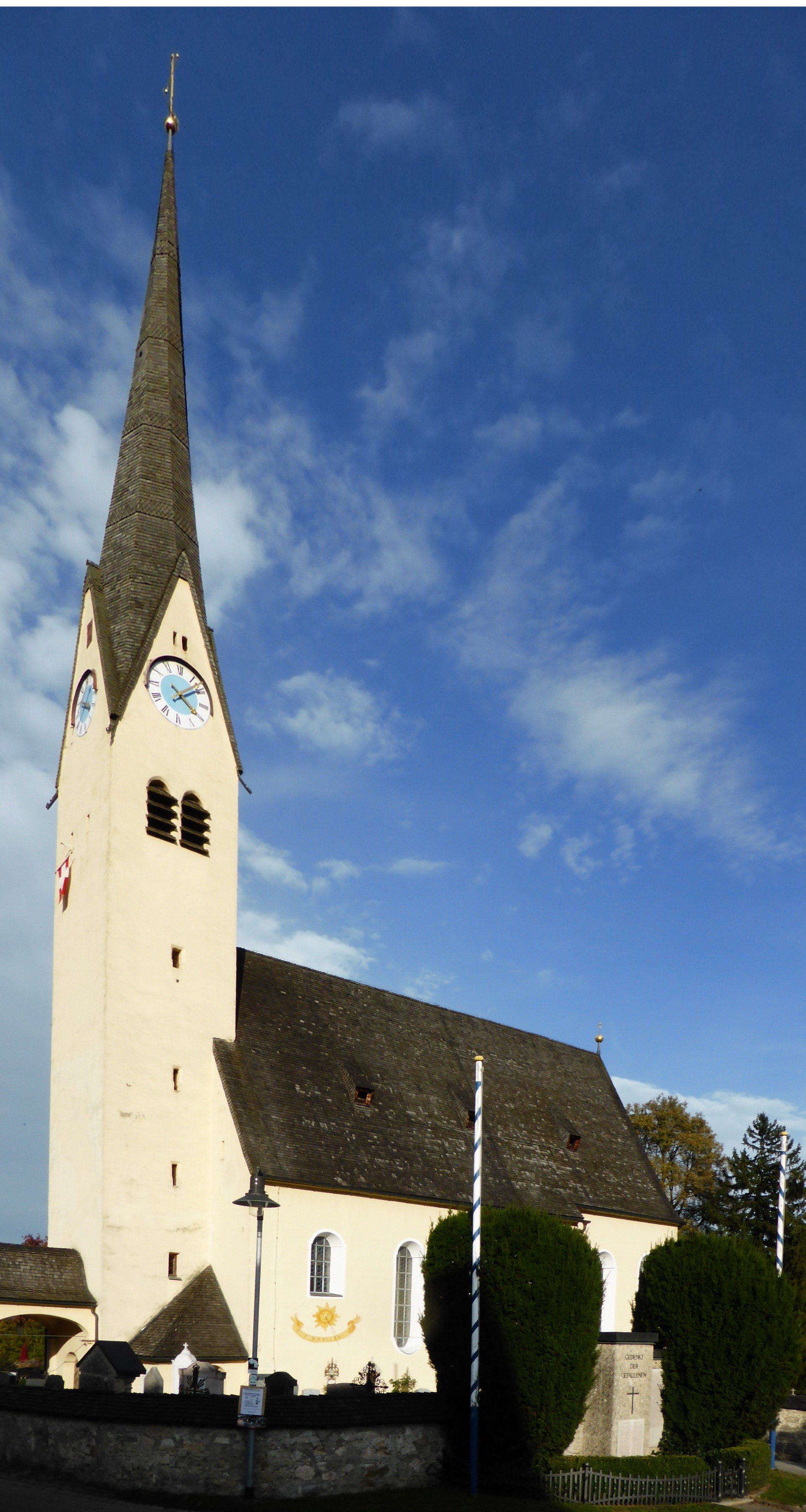
Ansicht von Südwest

Das annähernd geostete Langhaus mit steilem Satteldach ist inmitten eines Friedhofs errichtet, dessen Ummauerung auf das 16./17. Jahrhundert zurückgeht. An der Südseite steht eine kleine Friedhofskapelle mit Haubendach und Dachreiter.
Das schmale Schiff weist eine Breite von acht Metern auf und wird im Osten von einem 3/8-Chor abgeschlossen. Hohe rundbogige Fenster aus dem Barock belichten den Innenraum. Ein spitzbogiger Triumphbogen verbindet das Schiff mit dem Chor. Die Gesamtlänge vom westlichen Vorbau bis zum Chor beträgt 31 Meter.
Der ungegliederte, fensterlose Westturm auf quadratischem Grundriss hat unterhalb der Giebel je zwei schmale Schallarkaden. In den vier steinernen Dreiecksgiebeln sind auf allen Seiten die Zifferblätter der Turmuhr angebracht. Ein schlanker, achtseitiger, gotischer Spitzhelm wird von einem vergoldeten Turmknopf mit Kreuz bekrönt und erreicht eine Höhe von 42 Metern. Im Westen ist eine Säulenvorhalle von 1788 mit geschweiftem Giebel vorgebaut, die das Wappen der Preysinger trägt.

## Ausstattung
Die drei Altäre wurden 1685 geschaffen, der Hauptaltar 1724 umgestaltet. Die Seitenaltäre sind dem hl. Florian und dem hl. Sebastian geweiht, die in einem großen Rundbogen zwischen zwei Säulen mit vergoldeten Kapitellen dargestellt sind. Der Hauptaltar zeigt in dem Rundbogenfeld die Madonna mit dem Kind, umgeben von Putten. Statt der beiden flankierenden Doppelsäulen wurde der Altar 1724 um die beiden Seitenflügel verbreitert, die den hl. Josef und den hl. Joachim zeigen.
An der nördlichen Langseite ist die Kanzel mit Schalldeckel von 1772 im Stil des Rokoko angebracht. Der Zugang zur Kanzel wird von der Sakristei ermöglicht. Das Kanzelkreuz mit Kruzifix an der gegenüberliegenden Südwand stammt aus der Mitte des 18. Jahrhunderts. Das älteste Epitaph gestaltete Ludwig Tachinger im Jahr 1332. Das holzsichtige Kirchengestühl mit geschnitzten Wangen lässt einen Mittelgang frei.
Die Deckenbemalung geht auf Martin Niedermaier aus dem Jahr 1920 zurück, der die Themen der übermalten Rokokofresken aufgriff: Mariä Himmelfahrt im Schiff und Marias Tempelgang im Chor.

## Orgel

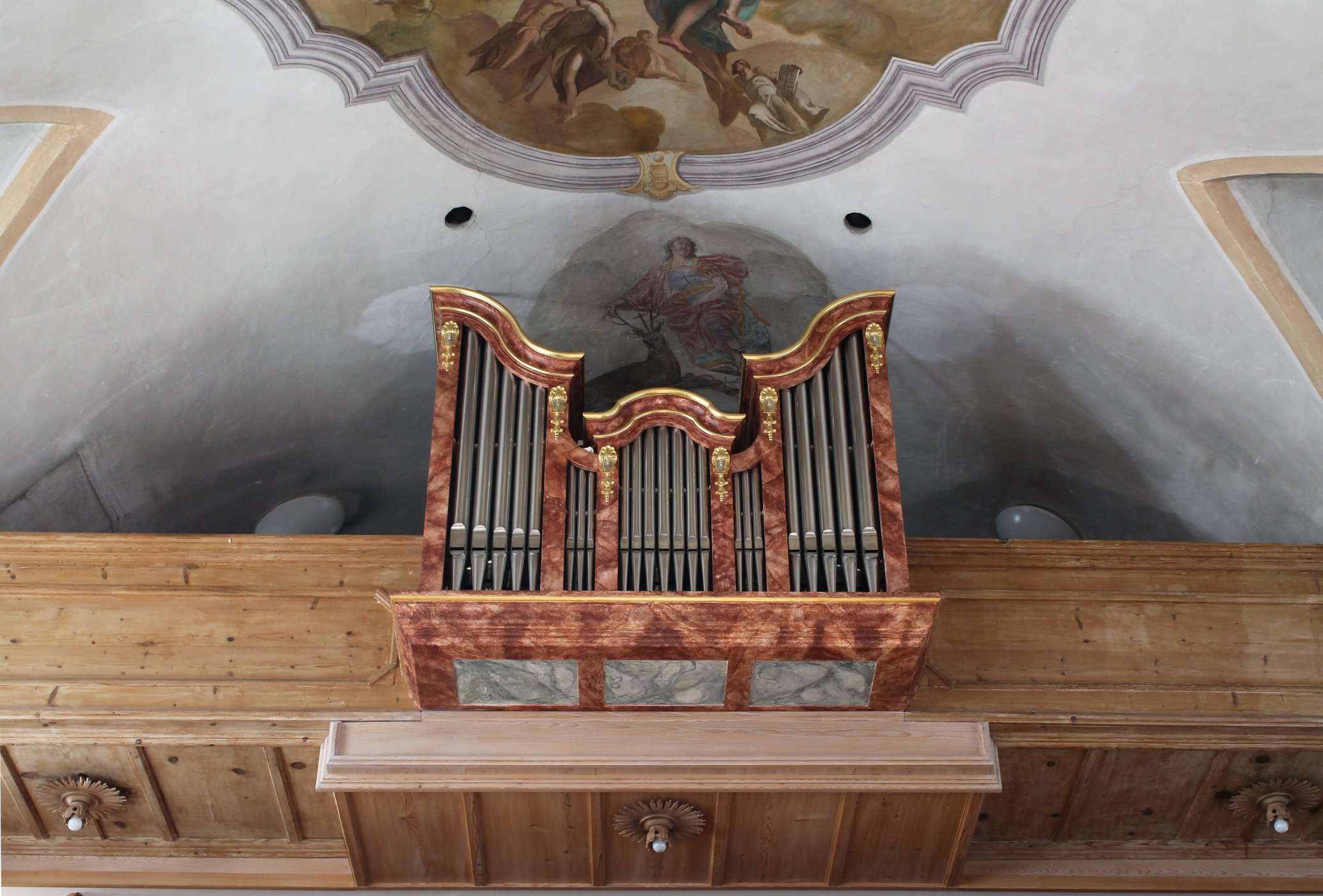
Die Orgel

Die Orgel wurde unter Verwendung des Gehäuses der Vorgängerorgel und alten Pfeifenswerks von Franz Borgias Maerz (I+P/7, 1905) durch die Werkstatt Orgelbau Linder (Nußdorf am Inn) 1999 neu errichtet und dabei um ein Rückpositiv erweitert. Das Instrument verfügt über 17 Register, die auf zwei Manuale und Pedal verteilt sind. Die Trakturen sind mechanisch, die Windladen als Schleifladen ausgeführt. Das Pfeifenwerk der Vorgängerorgel wurde vollständig in das neue Hauptwerk übernommen. Die Orgel hat folgende Disposition
| I Rückpositiv C–f3  |        |   |
| Rohrflöte           | 8′     |   |
| Principal           | 4′     |   |
| Quinte              | 2 ⁄3′  |   |
| Octave              | 2′     |   |
| Terz                | 1 3⁄5′ |   |
| Quinte (aus Mixtur) | 1 ⁄3′  | A |
| Mixtur              | 1 ⁄3′  |   |
| Tremulant           |        |   |

| II Hauptwerk C–f3        |       |   |
| Prinzipal                | 8′    | X |
| Gedeck                   | 8′    | X |
| Gamba                    | 8′    | X |
| Salicional               | 8′    | X |
| Octave                   | 4′    | X |
| Traversflöte             | 4′    | X |
| Superoctave (aus Mixtur) | 2′    | A |
| Mixtur                   | 2 ⁄3′ | X |

| Pedal C–f1               |     |   |
| Subbass                  | 16′ | X |
| Octavbaß                 | 8′  | X |
| Gedecktbaß (aus Subbaß)  | 8′  | E |
| Choralbaß (aus Octavbaß) | 4′  | E |

- Koppeln:
  - Normalkoppeln: II/I, I/P, II/P.
  - Superoktavkoppeln: II
- Stimmung:
  - Höhe a1= 440 Hz.
  - Neidhardt-Temperatur

Anmerkungen
A = Auszug
E = Extension
X = Orgelbauer F. B. Maerz (1905)

## Glocken
Die Pfarrkirche besitzt ein Vierergeläut. Die drei größten Glocken wurden in den Jahren 1950 und 1951 von Karl Czudnochowsky in Erding gegossen und sind am Holzglockenstuhl befestigt. Die Kirche hatte vor dem Zweiten Weltkrieg auch schon vier Glocken, welche bis auf die kleinste alle eingeschmolzen wurden. Die kleinste Glocke des Gießers Johann Hahn wurde zu Beginn des Kriegs von einigen Dorfbewohnern in Sicherheit gebracht und während des ganzen Krieges bei einem nahe gelegenen Bauernhof versteckt. Diese kleine Glocke hängt an einem Stahljoch.
| Glocke | Name           | Gussjahr | Masse    | Durchmesser | Schlagton |
| ------ | -------------- | -------- | -------- | ----------- | --------- |
| 1      | Christkönig    | 1951     | ≈ 900 kg | 1210 mm     | e′        |
| 2      | Maria          | 1950     | 570 kg   | 1000 mm     | g′        |
| 3      | Anna Selbdritt | 1951     | 400 kg   | 0830 mm     | a′        |
| 4      | Totenglocke    | 1891     |          | 0780 mm     | h′        |